# Gran Teatre Espanyol
El Gran Teatre Espanyol és un teatre situat a l'avinguda del Paral·lel, 62 de la ciutat de Barcelona. Entre 1892 i 1980, va funcionar amb diferents noms, i també com a cinema i discoteca. Actualment hi ha l'espai Paral·lel 62.

## Història
El 16 d'abril de 1892 es va inaugurar el Circo Español Modelo, el primer teatre del Paral·lel. Hi actuava la Gran Compañía Ecuestre, Acróbata y Gimnástica, dirigida per D. C. Llop, empresari del teatre. Hi van actuar Miss Leocadia amb cacatues ensinistrades, El Puente Roto a càrrec dels germans Llop i els excèntrics musicals Miguel i Evaristo.
El 1893 va ser rebatejat com a Teatro Circo Español. El director era Manuel Suñer, que hi va introduir el teatre i la sarsuela, amb gran èxit. Enric Borràs va ser-ne una de les figures. Era un teatre gran, d'estructura de fusta, a la manera d'una gran barraca. El 21 de maig de 1907 es va incendiar i va quedar destruït.
Al seu lloc va aixecar-se un nou teatre, el Gran Teatro Español, també conegut com a Teatro Español. El va fer fer el propietari del terreny, Josep Terrés, a l'arquitecte Melcior Vinyals. Es va inaugurar el 27 de novembre de 1909. Hi va destacar el vodevil francès i la sarsuela. El 1922 s'hi va estrenar la tragicòmedia popular Baixant de la Font del Gat o La marieta de l'ull viu, d'Amichiatis i Gastó Màntua. Va funcionar juntament amb el popular Café Español fins al 1980, quan va plegar.

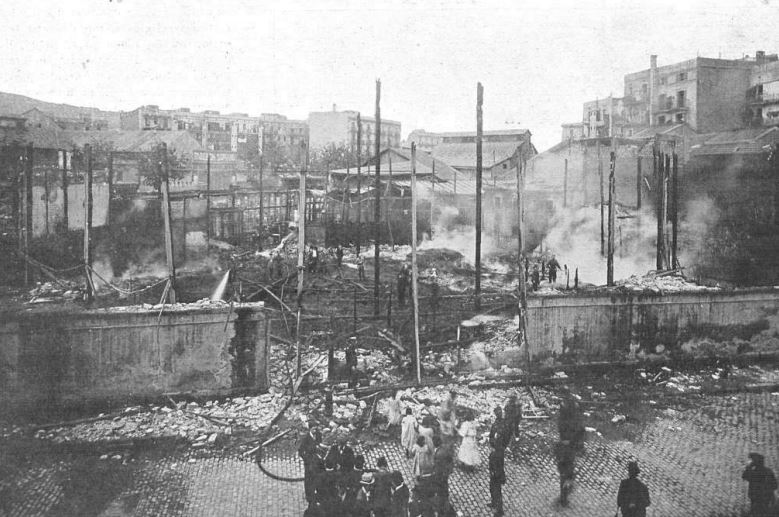
Aspecte poc després de l'incendi del maig de 1907

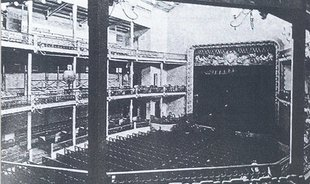
Sala del Teatre Espanyol el 1909

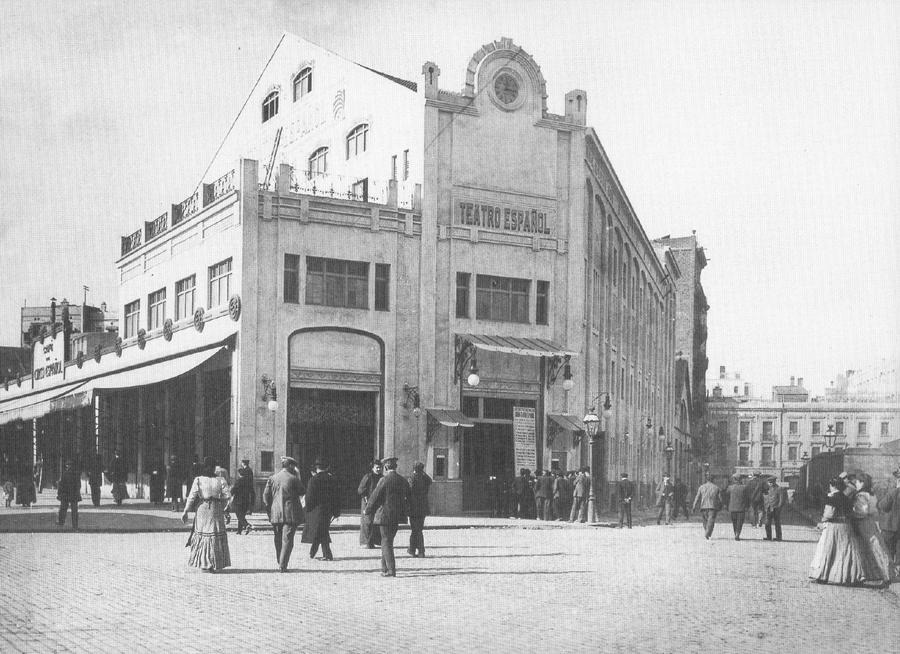
El teatre cap al 1912

Posteriorment, s'hi va instal·lar la discoteca Studio 54, propietat de l'empresari Matías Colsada, que va voler fer una imitació de la discoteca del mateix nom de Nova York. Només va durar una mica més d'una dècada i va tancar el 1997. Se'n va fer càrrec Josep Maria Callís, amo de l'Hotel Auto Hogar, amb el propòsit de muntar-hi el cabaret Scenic Barcelona. Aquest local va romandre obert poc més de dos anys i va tancar el 2001 per falta de rendibilitat. Aleshores s'hi va voler muntar un local de cites de grans dimensions, però l'oposició dels veïns i la falta de llicències administratives van deturar el projecte, i va provocar que el teatre fos adquirit per l'Ajuntament.

### Actualitat
Un cop propietat municipal, va ser arrendat per la Societat General d'Autors i Editors, que el 2006 va anunciar que convertiria el local en centre cultural on es farien representacions teatrals, actuacions musicals, cursos, tallers de formació, congressos i activitats culturals en general. El nou espai s'obrí el 2010 amb el nom d'Artèria Paral·lel i s'inaugurà amb la reposició de Nit de Sant Joan, espectacle musical de Dagoll Dagom amb música de Jaume Sisa.
El 2012 va passar a ésser gestionat per TheProject amb el nom BARTS, Barcelona Arts on Stage. Després de 10 anys, el març del 2022, la productora va anunciar que la sala tancaria el 17 d'abril del mateix any, ja que les bases del concurs públic convocat per l'Ajuntament no s'adequaven al seu projecte. L'octubre d'aquell mateix any, la sala va reobrir com a Paral·lel 62, gestionada per les cooperatives L'Afluent, Quesoni i la Sala Upload que, constituïdes en unió temporal d'empreses, van guanyar el concurs. L'equipament forma part del projecte municipal de Cases de Cultura.